# Lesothische Fußballnationalmannschaft
Die lesothische Fußballnationalmannschaft, die von ihren Fans Likuena (Sesotho für: Krokodile) genannt wird, ist die Fußballnationalmannschaft des Landes Lesotho, das im südlichen Afrika liegt. Die Mannschaft zählt zu den schwächsten Afrikas. Das Team nahm seit seiner Gründung 1932 und der Aufnahme in die FIFA 1964 noch nie an einer Endrunde von Welt- oder Afrikameisterschaften teil. Größte Erfolge waren die zweiten Plätze im COSAFA Cup 2000 und 2023.

## Turniere

### Weltmeisterschaft
| 1930 bis 1970          | nicht teilgenommen |
| 1974 in Deutschland    | nicht qualifiziert |
| 1978 in Argentinien    | zurückgezogen      |
| 1982 in Spanien        | nicht qualifiziert |
| 1986 in Mexiko         | zurückgezogen      |
| 1990 in Italien        | zurückgezogen      |
| 1994 in den USA        | nicht teilgenommen |
| 1998 in Frankreich     | nicht teilgenommen |
| 2002 in Südkorea/Japan | nicht qualifiziert |
| 2006 in Deutschland    | nicht qualifiziert |
| 2010 in Südafrika      | nicht qualifiziert |
| 2014 in Brasilien      | nicht qualifiziert |
| 2018 in Russland       | nicht qualifiziert |
| 2022 in Katar          | nicht qualifiziert |

Im Rahmen der Qualifikation für die WM 2026 erzielte Lesotho mit einem 1:1 auswärts gegen den großen Favoriten und mehrfachen WM-Teilnehmer Nigeria einen beachtlichen Erfolg.

### Afrikameisterschaft
| 1957 bis 1972                      | nicht teilgenommen                      |
| 1974 in Ägypten                    | nicht qualifiziert                      |
| 1976 in Äthiopien                  | zurückgezogen                           |
| 1978 in Ghana                      | nicht teilgenommen                      |
| 1980 in Nigeria                    | nicht qualifiziert                      |
| 1982 in Libyen                     | nicht qualifiziert                      |
| 1984 in der Elfenbeinküste         | zurückgezogen                           |
| 1986 in Ägypten                    | nicht teilgenommen                      |
| 1988 in Marokko                    | zurückgezogen                           |
| 1990 in Algerien                   | nicht teilgenommen                      |
| 1992 in Senegal                    | nicht teilgenommen                      |
| 1994 in Tunesien                   | nicht qualifiziert                      |
| 1996 in Südafrika                  | zurückgezogen während der Qualifikation |
| 1998 in Burkina Faso               | ausgeschlossen wegen des Rückzugs 1996  |
| 2000 in Ghana und Nigeria          | nicht qualifiziert                      |
| 2002 in Mali                       | nicht qualifiziert                      |
| 2004 in Tunesien                   | nicht qualifiziert                      |
| 2006 in Ägypten                    | nicht qualifiziert                      |
| 2008 in Ghana                      | nicht qualifiziert                      |
| 2010 in Angola                     | nicht qualifiziert                      |
| 2012 in Äquatorialguinea und Gabun | nicht teilgenommen                      |
| 2013 in Südafrika                  | nicht qualifiziert                      |
| 2015 in Äquatorialguinea           | nicht qualifiziert                      |
| 2017 in Gabun                      | nicht qualifiziert                      |
| 2019 in Ägypten                    | nicht qualifiziert                      |
| 2022 in Kamerun                    | nicht qualifiziert                      |
| 2024 in der Elfenbeinküste         | nicht qualifiziert                      |
| 2025 in Marokko                    | nicht qualifiziert                      |

## Afrikanische Nationenmeisterschaft
- 2009: nicht teilgenommen
- 2011: nicht teilgenommen
- 2014: nicht teilgenommen
- 2018: nicht qualifiziert
- 2021: nicht qualifiziert
- 2023: nicht teilgenommen

## Fußballmeisterschaft des südlichen Afrika
| 1997: | nicht qualifiziert                           |
| 1998: | nicht qualifiziert                           |
| 1999: | Viertelfinale                                |
| 2000: | Zweiter                                      |
| 2001: | Viertelfinale                                |
| 2002: | nicht qualifiziert                           |
| 2003: | nicht qualifiziert                           |
| 2004: | nicht qualifiziert                           |
| 2005: | nicht qualifiziert                           |
| 2006: | nicht qualifiziert                           |
| 2007: | nicht qualifiziert                           |
| 2008: | nicht qualifiziert                           |
| 2009: | Vorrunde                                     |
| 2013: | Vierter                                      |
| 2015: | Vorrunde                                     |
| 2016: | Viertelfinale                                |
| 2017  | Viertelfinale                                |
| 2018  | Viertelfinale                                |
| 2019  | Viertelfinale                                |
| 2020  | Turnier wegen der COVID-19-Pandemie abgesagt |
| 2021: | Vorrunde                                     |
| 2022: | Vorrunde                                     |

## Trainer
- Antoine Hey (2004–2006)
- Zaviša Milosavljević (2007–2009)
- Leslie Notši (2009–2014)
- Seephephe Matete (2014–2015)
- Moses Maliehe (2015–2019)
- Mpitsa Marai (2019)
- Thabo Senong (2019–2021)
- Leslie Notši (2021–2022)
- Veselin Jelusic (2022–2024)
- Leslie Notši (seit 2024)